# Windschott

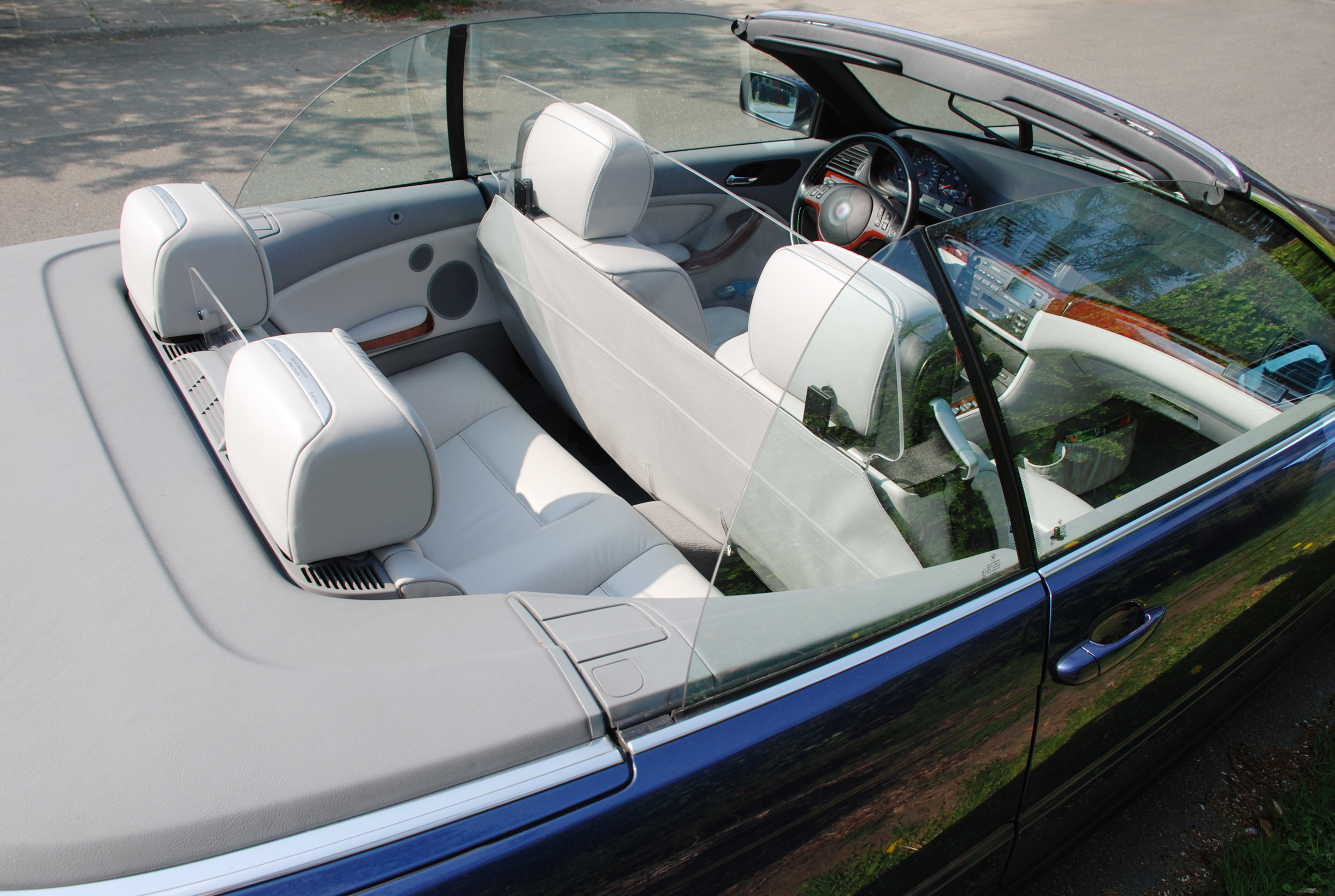
Windschott aus Acrylglas im Cabriolet

Windschott im Roadster

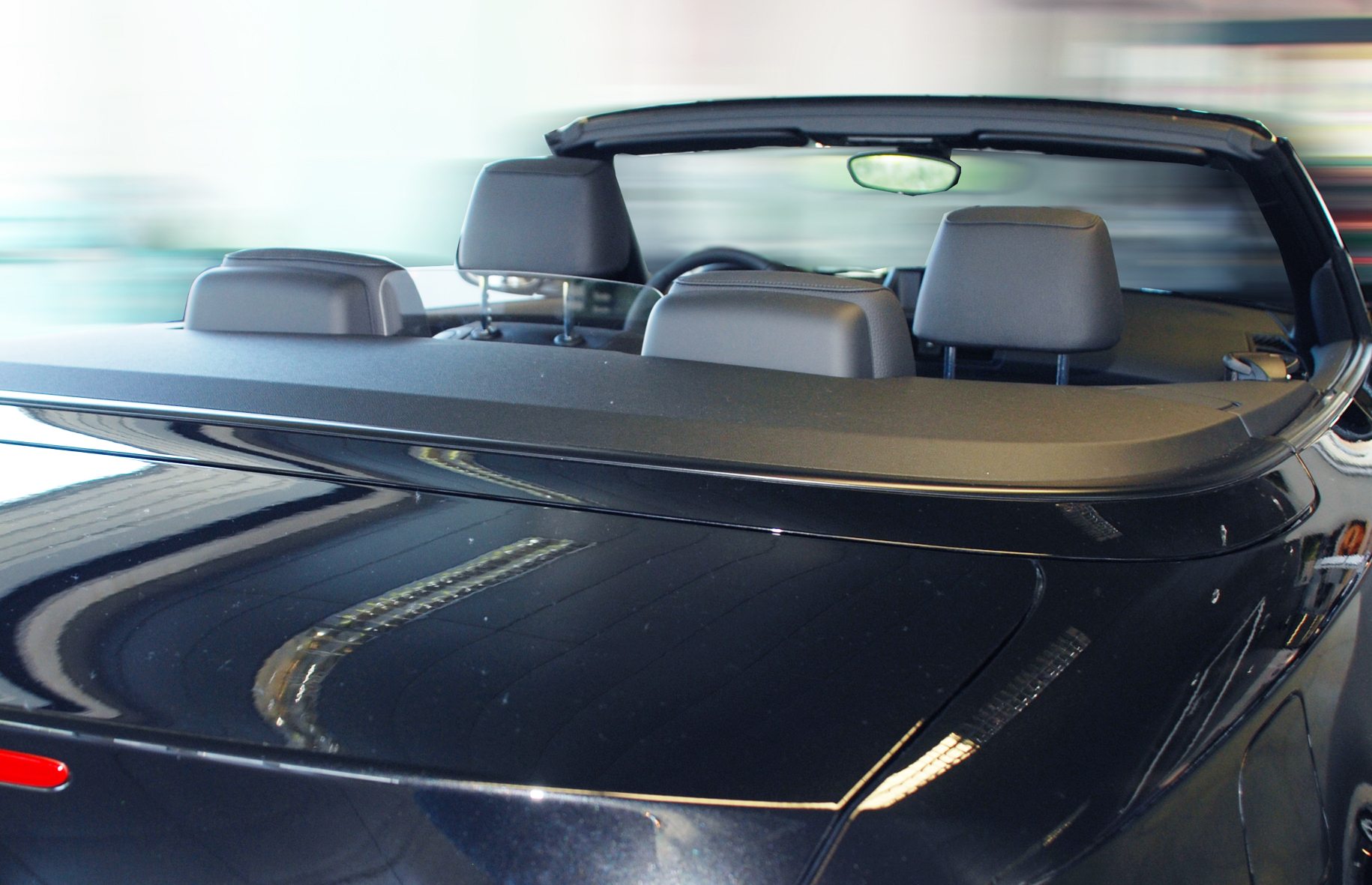
Rücksitz-Windschott

Unter dem Begriff Windschott, vereinzelt auch Windstop oder Windschutz genannt, versteht man eine Trennwand hinter den Sitzen eines offenen Fahrzeugs, welche die hinter der Windschutzscheibe entstehenden und in das Fahrzeug strömenden Luftwirbel umlenkt und von den Fahrzeuginsassen fernhält – somit ein Schott gegen den Wind. Das Prinzip eines Windschotts besteht aus der Strömungsumleitung: die Strömung kann nicht hinter den Sitzen zurückströmen. Windschotts bestehen aus Rahmen mit luftundurchlässigem Netzstoff bespannt, aus Glas oder Acrylglas.
Windschotts für Roadster sind meist an den Überrollbügeln, wenn diese fehlen, mit Steckfüßen am Fahrzeug befestigt. Der untere Rand des Windschotts sitzt dabei in der Karosserie oder in der Innenverkleidung oder schließt mit dieser dicht ab.
Windschotts für Cabriolets sind meist zweiteilig und bestehen aus dem senkrecht stehenden Windschott sowie einem am unteren Rand montierten netzbespannten Rahmen, einer Platte oder einer Plane. Dieses untere Teil des Windschotts verhindert, dass die nach unten abgeleiteten Luftwirbel zwischen oder neben den Sitzen nach vorn strömen können. Cabrio-Windschotts aus Aluminium- oder auch Stahlrahmen sind häufig klappbar. Sie werden mit Federstangen rechts und links in (meist werksseitig vorgesehenen) Buchsen in der Innenverkleidung befestigt. Das untere, waagerecht liegende Windschottteil, Rahmen oder Platte, ist für die Kippsicherheit des senkrecht stehenden Windschotts erforderlich und dient gleichzeitig als Abdeckung der Rücksitze.
Andere Lösungen, bei denen das Windschott auf Halter an den Kopfstützenstangen oder an den Sitzlehnen gesteckt werden kann, besitzen statt einer festen Abdeckung eine flexible Plane, die wahlweise hinter den Sitzen auch nach unten gespannt werden kann. Dabei bleiben die Rücksitze frei.
Ein Rücksitz-Windschott besteht aus einem netzbespannten Rahmen oder einer Glas- oder Acrylglasplatte und wird zwischen den hinteren Kopfstützen montiert. Die Montage erfolgt mit Schrauben, Bügeln oder Klemmhaltern auf der Hutablage, an oder in der Innenverkleidung.
Rücksitzwindschotts können, abhängig von der Fahrzeugkonzeption, bei Stadt- bis Landstraßengeschwindigkeit für alle Sitzplätze ausreichend sein. Bei Montage eines Spoilers auf dem Windschutzscheibenrahmen wird der Fahrtwind so umgeleitet bzw. erhöht, dass ein Rücksitzwindschott auch noch bei höherer Geschwindigkeit wirksam ist.
Man kennt darüber hinaus elektrisch ausfahrbare Windschotts sowie Heckscheiben, die als Windschott dienen, beispielsweise seit Ende 2009 bei Mercedes-Benz unter dem Namen „Aircap“. Die Wirksamkeit ist dabei allerdings eingeschränkt, wenn diese Scheiben weit hinten stehen.

Windschotts mit Aluminium- oder Stahlrahmen sind mit feinmaschigem Netzgewirk bezogen. Dieses bietet am Tag eine etwas verminderte Durchsicht, hilft nachts jedoch gegen Scheinwerferblendung. Glas- und Acrylglaswindschotts sind rahmenlos, nahezu unsichtbar und schränken die Sicht nach hinten nicht ein. Glas kann entspiegelt sein, entspiegeltes Acrylglas gibt es nicht, eine veränderte Schrägstellung (Physik: Einfall- gleich Ausfallwinkel) des Windschotts verhindert jedoch Blendungen.

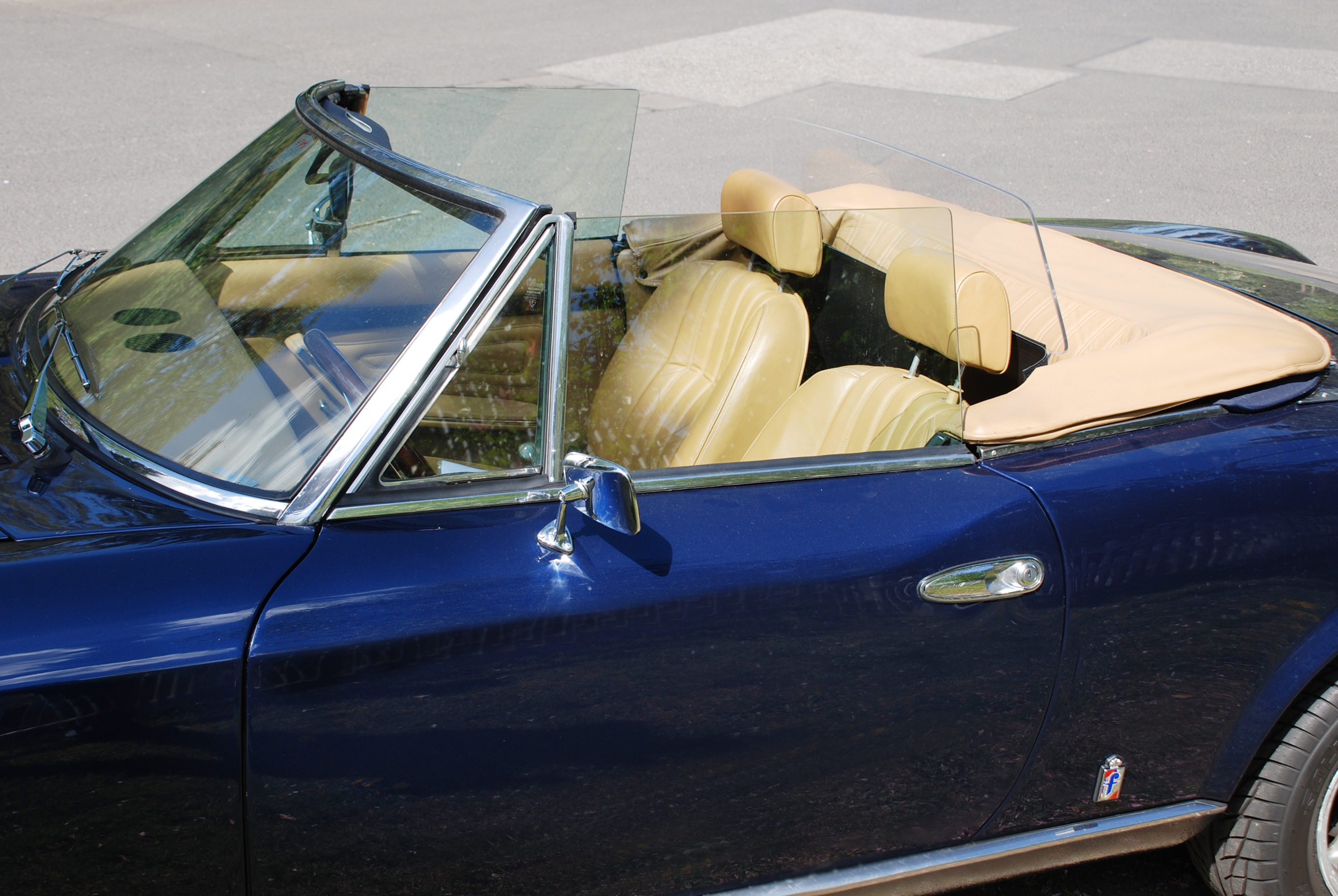
Windschott im Oldtimer

Glas ist (2,5 g/cm³) doppelt so schwer wie Acrylglas (1,2 g/cm³), dafür ist dieses etwas kratzempfindlicher als Glas. Aus Sicherheitsgründen müssen Glas- wie Acrylglas-Windschotts bruchfest und splitterfrei sein. Diese Windschotts bestehen aus Einscheiben-Sicherheitsglas, Verbundglas (geschichtet) oder Acrylglas, beispielsweise dem im Flugzeug- und Fahrzeugbereich zugelassenen Plexiglas GS (gegossenes PMMA).

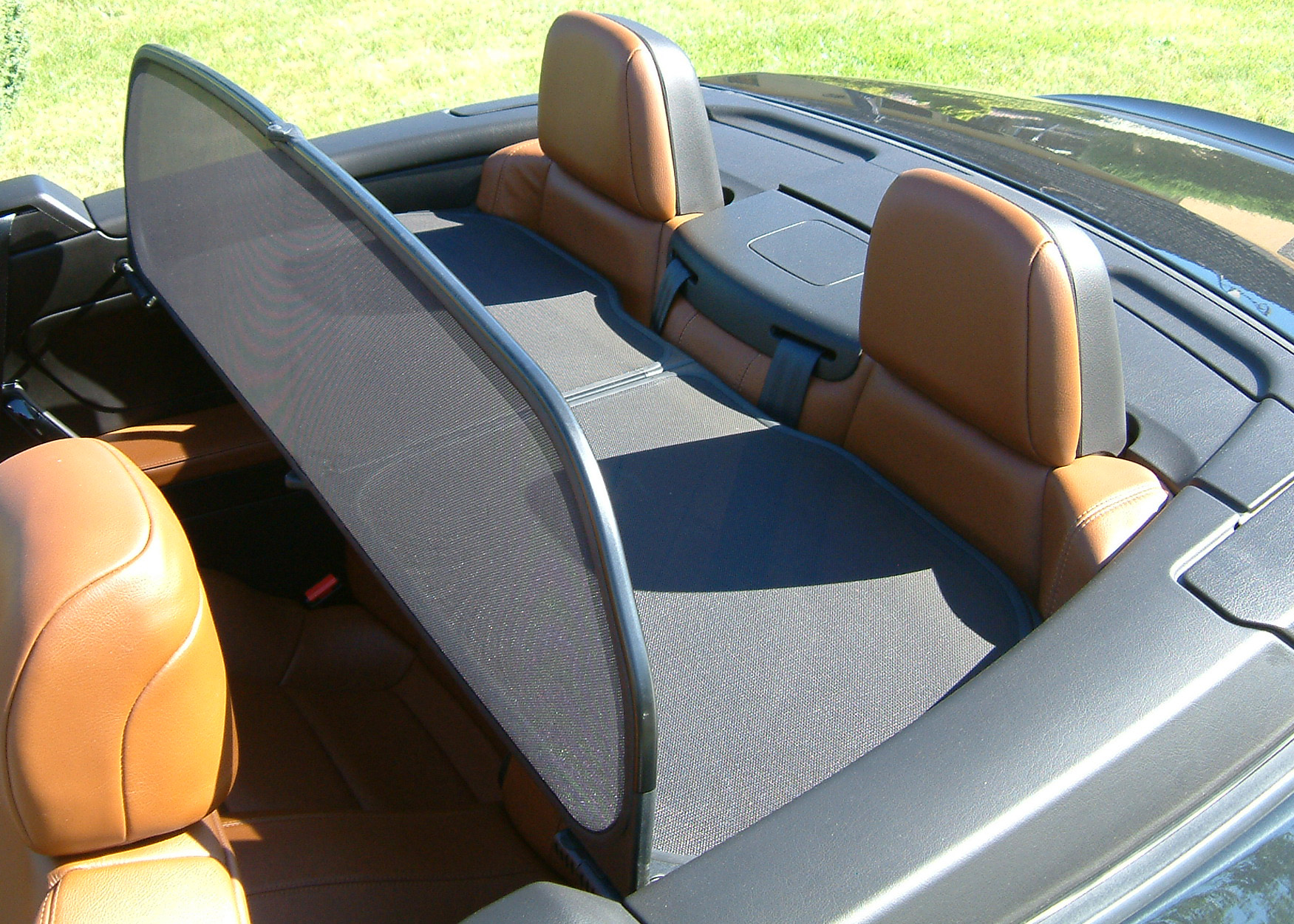
Windschott hochgestellt in einem Peugeot 307 CC
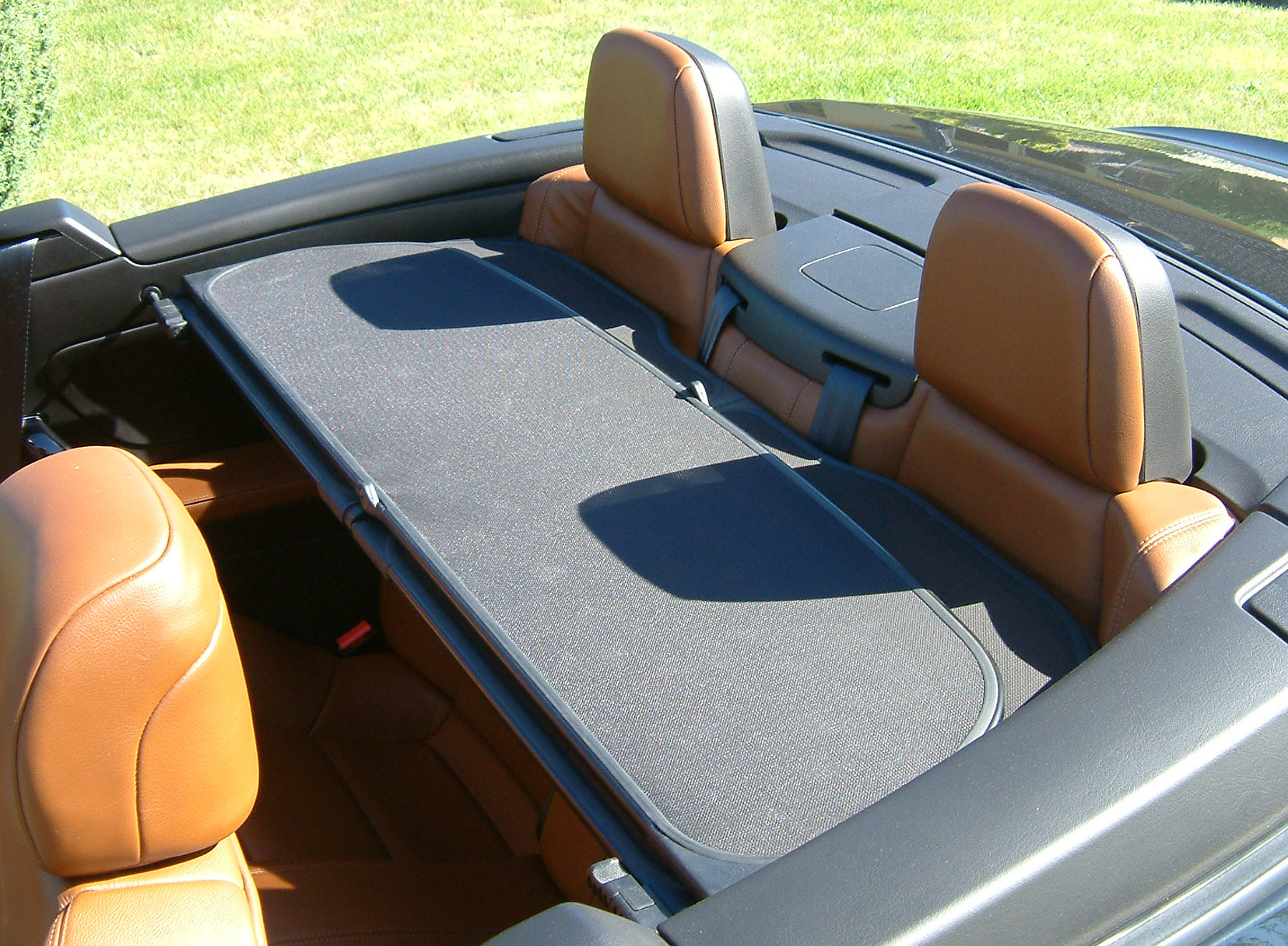
Windschott umgeklappt in einem Peugeot 307 CC
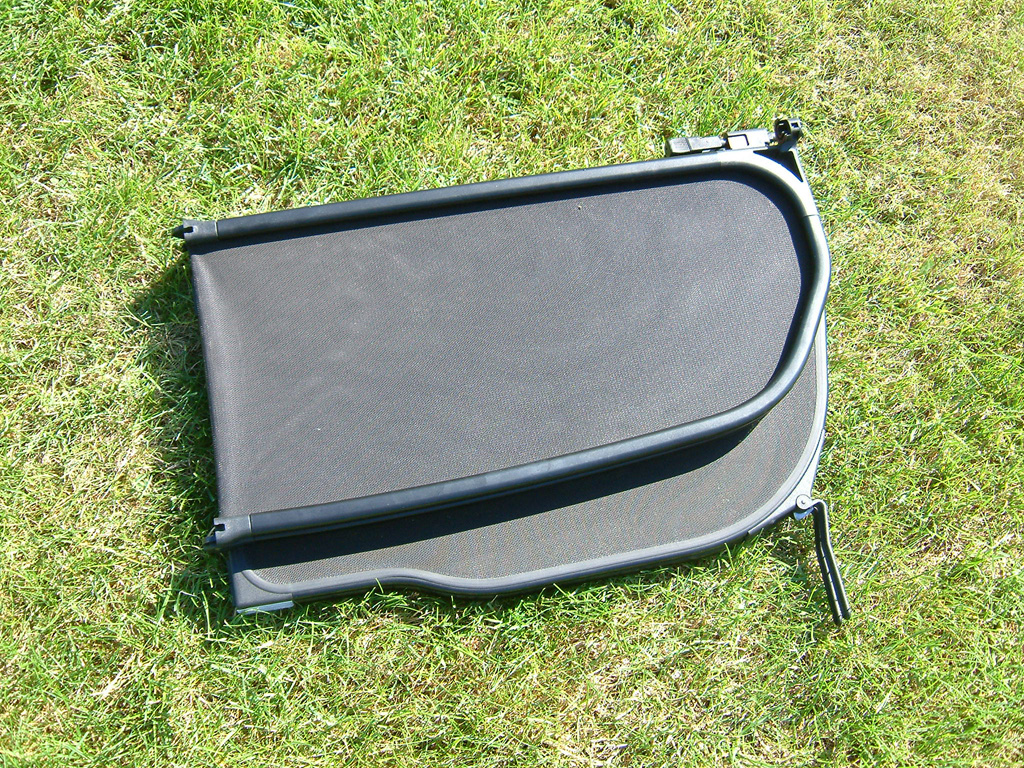
Windschott zusammengeklappt